# Говард, Эдвард Ли
Эдвард Ли Говард (27 октября 1951 — 12 июля 2002) — американский волонтёр, менеджер, бывший сотрудник ЦРУ, работавший на советскую разведку. Перебежчик в СССР.

## Биография
Родился в семье специалиста по ракетному вооружению, служившего на местной авиабазе. Мать была испанкой из Нью-Мексико. Семья постоянно моталась по стране из-за частых переводов отца с одной базы на другую.
В 1972 году Говард окончил Техасский университет, недолго поработал в ирландской компании «Эксон Корп», а затем завербовался в Корпус мира и оказался в Колумбии. Там он встретил будущую жену Мэри, такого же добровольца. Затем работал магистром по управлению бизнесом в Перу. В 1980 году с ним выходит на связь отдел кадров ЦРУ, куда годом ранее он отослал документы о приеме на работу. Около года Говард был «курсантом» и прошёл 18-недельный курс разведывательной подготовки в Кэмп-Пири, учебном центре ЦРУ.

### Карьера в ЦРУ
В 1981 году Эдвард Ли Говард официально поступил на службу в ЦРУ, в отдел СССР и Восточной Европы. Был обучен методам разведки вместе с позже присоединившейся к нему его женой Мэри. Вскоре после окончания обучения и незадолго до прибытия на службу в американское посольство в Москве тест на полиграфе показал, что он употреблял в прошлом наркотики и скрыл это, после чего он был уволен из ЦРУ в 1983 году.
Тем не менее, ЦРУ помогло своему бывшему офицеру с работой — он стал экономическим аналитиком в законодательном собрании штата Нью-Мексико в городе Санта-Фе. Недовольный увольнением, воспринятым им как несправедливость, он начал злоупотреблять алкоголем. В феврале 1984 года после пьяной драки он был арестован и обвинен в нападении с применением огнестрельного оружия. ЦРУ пришло бывшему сотруднику на помощь, его освободили под подписку о невыезде, осудили условно на пять лет и назначили принудительное лечение в психиатрической клинике.
В какой-то момент Говард начал предоставлять секретную информацию в КГБ, вероятно, связавшись с сотрудниками КГБ в 1984 году во время визита в Австрию. Предположительно, им были раскрыты личности работавших на ЦРУ Адольфа Толкачёва и ряда других советских информаторов. Личное активное участие в перевербовке американца принимал Олег Калугин. А курировал агента лично будущий председатель КГБ Владимир Крючков.
В 1985 году ЦРУ сотрясают несколько крупных утечек информации. Но 1 августа 1985 года сотрудник КГБ Виталий Юрченко бежал в посольство США в Риме. На допросах в ЦРУ он предоставил данные о двух американских офицерах разведки, которые были агентами КГБ — Эдварде Ли Говарде и Рональде Пелтоне (АНБ). Через 3 месяца, однако, Юрченко бежал обратно в СССР, что с большой вероятностью означало, что Юрченко действовал в качестве двойного агента, и стремился предоставить ЦРУ ложную информацию для защиты одного из наиболее важных для СССР двойных агентов, Олдрича Эймса.
Бывший директор ЦРУ Роберт Гейтс высказывал мнение, что к возвращению Юрченко толкнуло отношение к нему сотрудников американских спецслужб как к пленнику, а не как к добровольно перешедшему к ним на службу, а также разглашение тайны его пребывания в США. 4 ноября 1985 года советское посольство в Вашингтоне собрало пресс-конференцию, на которой предъявило Юрченко как похищенного агентами ЦРУ, введшими его в наркотическое опьянение. Гейтс отвергает как несостоятельную версию о том, что Юрченко был не подлинным перебежчиком, а «двойным агентом».

### Побег и жизнь в СССР
ФБР начало слежку за Говардом, но 20 сентября 1985 года Говард смог обмануть сотрудников ФБР и вылететь из США в Хельсинки, где он попросил убежища в советском посольстве. Затем он прибыл в СССР. Он настаивал на своей невиновности до своей смерти, утверждая, что бежал из-за того, что его хотели сделать козлом отпущения, и заявлял, что не предоставлял советской разведке никакой ценной информации в обмен на советскую защиту.
По мнению ФБР, именно из-за него были высланы из Москвы в 1984—1985 годах четыре сотрудника ЦРУ, работавшие под дипломатической крышей. В частности, второй секретарь американского посольства в Москве Пол М.Стромбаух, который работал связным с Толкачевым, второй секретарь посольства Майкл Селлерс и военный атташе Эрик Сайтс.
В 1987 году Говард посетил Венгрию, где даже дал интервью американскому журналисту. В 1991 после развала СССР США стали настаивать на выдаче Говарда в обмен на экономическую помощь России. Он опять уехал в Будапешт, но под нажимом США был выслан. С декабря 1991 по август 1992 прожил в Стокгольме и даже получил там вид на жительство, но затем вынужден был опять вернуться в Россию.
В 1995 году были опубликованы мемуары Говарда «Safe House» («Конспиративная квартира»), в которых Говард утверждал, что был готов к сделке о признании вины. Он вполне прилично зарабатывал, консультируя некрупных олигархов и маклеров, трудился в страховой компании. Однако продолжал злоупотреблять алкоголем.
Говард умер 12 июля 2002 года на своей российской даче, как сообщается, из-за сломанной шеи после падения в своем доме. Другие источники утверждают, что он скончался в 2006 году от цирроза печени.